# Championnat d'Espagne de rugby à XV 2016-2017
Navigation
División de Honor 2015-2016 División de Honor 2017-2018
Le championnat d'Espagne de rugby à XV 2016-2017 ou División de Honor 2016-2017 est une compétition de rugby à XV qui oppose les douze meilleurs des clubs espagnols. La compétition commence le 18 septembre 2016 et se termine par une finale le 28 mai 2017.
Le championnat se déroule en deux temps : une première phase dite régulière en match aller-retour où toutes les équipes se rencontrent deux fois et une phase finale à élimination directe. Les six premières équipes du classement à l'issue de la phase régulière sont qualifiées pour les playoffs. Les deux premières équipes du classement sont directement qualifiées pour les demi-finales alors que les équipes classées de la troisième à la sixième place s'affrontent en barrage pour l'attribution des deux places restantes dans le dernier carré.

## Participants
Les 12 équipes de la División de Honor sont :
| Alcobendas Barcelone Cisneros Gernika Getxo Hernani Santander Ordizia El Salvador Santboiana Valladolid Séville |

| Équipe                     | Stade                              | Ville                 |
| -------------------------- | ---------------------------------- | --------------------- |
| Club Alcobendas Rugby      | Las Terrazas                       | Alcobendas            |
| Ampo Ordizia RE            | Stade municipal d'Altamira         | Ordizia               |
| Bathco Independiente Rugby | Mies de Cozada                     | Santander             |
| Bizkaia Gernika RT         | Urbieta                            | Guernica              |
| Complutense Cisneros       | Central de la Ciudad Universitaria | Madrid                |
| Ciencias RC                | I.D. La Cartuja                    | Séville               |
| El Salvador Rugby          | Stade Pepe-Rojo                    | Valladolid            |
| FC Barcelone               | La Teixonera                       | Barcelone             |
| Getxo Artea RT             | Centre sportif de Fadura           | Getxo                 |
| Hernani CRE (es)           | Landare Toki                       | Hernani               |
| UE Santboiana              | Estadi Baldiri Aleu                | Sant Boi de Llobregat |
| Valladolid RAC             | Stade Pepe-Rojo                    | Valladolid            |

## Résumé des résultats

### Classement de la phase régulière
| Rang | Club             | J  | V  | N | D  | Bo | Bd | Pm  | Pe  | Diff | Pts |
| ---- | ---------------- | -- | -- | - | -- | -- | -- | --- | --- | ---- | --- |
| 1    | El Salvador (T)  | 22 | 19 | 0 | 3  | 15 | 2  | 796 | 401 | +395 | 93  |
| 2    | Valladolid RAC   | 22 | 19 | 0 | 3  | 16 | 1  | 878 | 337 | +541 | 93  |
| 3    | Alcobendas       | 22 | 16 | 0 | 6  | 11 | 2  | 741 | 453 | +288 | 77  |
| 4    | UE Santboiana    | 22 | 15 | 0 | 7  | 13 | 3  | 743 | 465 | +278 | 76  |
| 5    | CR Cisneros      | 22 | 13 | 0 | 9  | 13 | 1  | 613 | 528 | +85  | 66  |
| 6    | Independiente RC | 22 | 12 | 0 | 10 | 9  | 1  | 563 | 694 | -131 | 58  |
| 7    | Ordizia RE       | 22 | 10 | 0 | 12 | 8  | 3  | 491 | 493 | -2   | 51  |
| 8    | Gernika RT       | 22 | 9  | 0 | 13 | 9  | 4  | 479 | 538 | -59  | 49  |
| 9    | Hernani CRE      | 22 | 7  | 0 | 15 | 3  | 4  | 351 | 608 | -257 | 35  |
| 10   | FC Barcelone     | 22 | 5  | 0 | 17 | 5  | 4  | 459 | 739 | -280 | 29  |
| 11   | Getxo Artea RT   | 22 | 4  | 1 | 17 | 6  | 3  | 432 | 790 | -358 | 27  |
| 12   | Ciencias RC (P)  | 22 | 2  | 1 | 19 | 5  | 5  | 368 | 868 | -500 | 20  |

|  | Qualifiés pour les demi-finales (no 1, no 2).           |
|  | Qualifiés pour les barrages (no 3, no 4, no 5, no 6).   |
|  | Barrage pour la relégation en seconde division (no 11). |
|  | Relégué (no 12).                                        |
|  | T : tenant du titre 2016, P : promu 2016.               |

Attribution des points : victoire sur tapis vert : 5, victoire : 4, match nul : 2, défaite : 0, forfait : -2 ; plus les bonus (offensif : 4 essais marqués ; défensif : défaite par 7 points d'écart ou moins).
Règles de classement : ?

### Phase finale
Les deux premiers de la phase régulière sont directement qualifiés pour les demi-finales. En matchs de barrage pour attribuer les deux autres places, le troisième reçoit le sixième et le quatrième reçoit le cinquième. Les vainqueurs affrontent respectivement le deuxième et le premier.
Le Valladolid RAC s'impose en finale face à El Salvador, sur le score de 15 à 6.
|  | Barrages         | Barrages       |               |             | Demi-finales | Demi-finales |  |  | Finale      | Finale      |
|  | Barrages         | Barrages       |               |             | Demi-finales | Demi-finales |  |  | Finale      | Finale      |
|  |                  |                |               |             |              |              |  |  |             |             |
|  | 14 mai 2017      | 14 mai 2017    |               |             | 21 mai 2017  | 21 mai 2017  |  |  | 27 mai 2017 | 27 mai 2017 |
|  | 14 mai 2017      | 14 mai 2017    |               |             | 21 mai 2017  | 21 mai 2017  |  |  | 27 mai 2017 | 27 mai 2017 |
|  | 14 mai 2017      | 14 mai 2017    | El Salvador   | 32          |              |              |  |  | 27 mai 2017 | 27 mai 2017 |
|  | UE Santboiana    | 39             | El Salvador   | 32          |              |              |  |  | 27 mai 2017 | 27 mai 2017 |
|  | UE Santboiana    | 39             | UE Santboiana | 16          |              |              |  |  | 27 mai 2017 | 27 mai 2017 |
|  | CR Cisneros      | 15             | UE Santboiana | 16          |              |              |  |  | 27 mai 2017 | 27 mai 2017 |
|  | CR Cisneros      | 15             | 20 mai 2017   | 20 mai 2017 | El Salvador  | 6            |  |  |             |             |
|  | 14 mai 2017      |                | 20 mai 2017   | 20 mai 2017 | El Salvador  | 6            |  |  |             |             |
|  |                  | Valladolid RAC | 20 mai 2017   | 20 mai 2017 | 15           |              |  |  |             |             |
|  | Alcobendas       | Valladolid RAC | 20 mai 2017   | 20 mai 2017 | 15           | 47           |  |  |             |             |
|  | Alcobendas       | Alcobendas     | 6             |             |              | 47           |  |  |             |             |
|  | Independiente RC | Alcobendas     | 6             | 24          |              |              |  |  |             |             |
|  | Independiente RC | Valladolid RAC | 19            | 24          |              |              |  |  |             |             |
|  |                  | Valladolid RAC | 19            |             |              |              |  |  |             |             |

## Statistiques

### Meilleurs marqueurs d'essais
| Position | Joueur            | Équipe                   | Essais |
| -------- | ----------------- | ------------------------ | ------ |
| 1        | Arturo Iñiguez    | Sanitas Alcobendas Rugby | 17     |
| 2        | Afa Tauli         | UE Santboiana            | 16     |
| 3        | Jean-Yves Zebango | SilverStorm El Salvador  | 13     |
| 4        | Francisco Soriano | Complutense Cisneros     | 12     |
| 4        | Raphaël Blanco    | SilverStorm El Salvador  | 12     |
| 4        | Nathan Derk Paila | Valladolid RAC           | 12     |
| 7        | Bruno Granell     | FC Barcelone             | 11     |
| 7        | Bruno Martin      | Sanitas Alcobendas Rugby | 11     |
| 7        | Ignacio Martinez  | Complutense Cisneros     | 11     |
| 7        | Joaquin Palisa    | Bizkaia Gernika RT       | 11     |

### Meilleurs marqueurs de points
| Position | Joueur                    | Équipe                    | Points |
| -------- | ------------------------- | ------------------------- | ------ |
| 1        | Bradley Linklater         | Sanitas Alcobendas Rugby  | 281    |
| 2        | Mariano Ezequiel Garcia   | Senor Independiente Rugby | 263    |
| 3        | Johannes Petrus Graaff    | SilverStorm El Salvador   | 232    |
| 4        | Albert Millan             | UE Santboiana             | 221    |
| 5        | Federico Martin Pichler   | Bizkaia Gernika RT        | 202    |
| 6        | Ignacio Martinez          | Complutense Cisneros      | 196    |
| 7        | Valentin Cruz             | Ampo Ordizia RE           | 166    |
| 8        | Noel Petrus Johannes Marx | FC Barcelone              | 146    |
| 9        | Manuel Mazo               | Ciencas Fundacion Cajasol | 121    |
| 10       | Gareth David Griffiths    | Valladolid RAC            | 110    |